# Pepe Sánchez (músico)
Pepe Sánchez, nascido como José Sánchez (Santiago de Cuba, 19 de março de 1856 — 3 de janeiro de 1918), foi um músico, cantor e compositor cubano. Ele é conhecido como o pai da trova e o criador do bolero cubano.

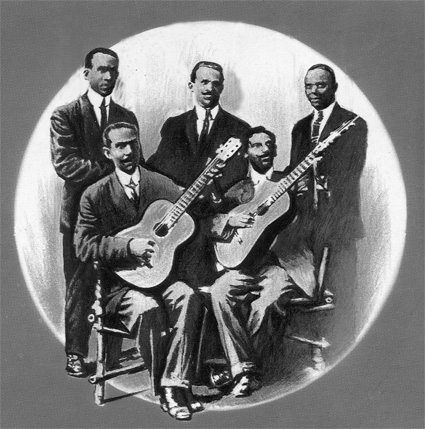
Pepe Sánchez (violão, esquerda) e Emiliano Blez (tres)
com três cantores (de pé)

Sánchez era originalmente um alfaiate, depois o co-proprietário de uma mina de cobre e o representante em Santiago de Cuba de uma fabricante de tecidos de Kingston, na Jamaica. Ele transitava pelos círculos da classe média e alta em Santiago apesar de ser um mulato; seu trabalho como homem de negócios e músico lhe trouxe reconhecimento e aceitação.
Pepe tinha alguma experiência no teatro bufo, mas não tinha educação formal na música. Com um formidável talento natural, ele compunha números em sua cabeça mas nunca os escrevia. Como resultado, a maioria está perdida para sempre, no entanto umas duas dúzias sobrevivem até hoje porque amigos e discípulos os transcreveram. Seu primeiro bolero, "Tristezas", é lembrado até hoje. Ele também criou jingles de propaganda antes do nascimento do rádio. Sánchez foi o modelo e professor para os grandes trovadores que lhe sucederam: Sindo Garay, Rosendo Ruiz, Manuel Corona e Alberto Villalón.
Outros trabalhos conhecidos são "Pobre artista"; "Rosa" I, II e III; "Cuando oí la expressión de tu canto"; "Cuba, mi patria querida"; "Caridad"; "Esperanza"; "Naturaleza" e "Himno a Maceo.